# Khảo sát Bầu trời Kỹ thuật số Sloan

SDSS Logo

Sloan Digital Sky Survey (viết tắt là sdss tiếng Việt: Trạm quan sát bầu trời bằng kỹ thuật số Sloan) là trạm quan sát đặt tại Apache Point Observatory, New Mexico từ năm 2000.

## Quan trắc
SDSS sử dụng chủ yếu là 1 kính thiên văn góc rộng 2.5 m, và chụp các bức ảnh thông qua năm bộ lọc (tương ứng với tên gọi u, g, r, i và z).Những ảnh chụp sau đó được xử lý để tạo ra một danh sách các đối tượng được quan sát cùng với các tham số liên quan đến đối tượng, như là chúng nhìn như một điểm hay một vùng(thiên hà chẳng hạn) và sự liên quan độ sáng của nó trên CCDs với các thông số thiên văn khác(astronomical magnitude).
Các dữ liệu mục tiêu thu được cũng được sử dụng để đo quang phổ(spectroscopy) của các đối tượng. Kính thiên văn có khả năng ghi lại 640 quang phổ tại một thời điểm bằng cách dẫn một sợi quang qua mỗi lỗ được khoan qua một tấm nhôm. Mỗi lỗ là một vị trí xác định cho mục tiêu cần tìm kiếm.

## Đầu vào dữ liệu
Dự án công bố và cho phép truy cập dữ liệu trên Internet.TheSkyServer cung cấp một loạt các giao diện dưới dạng cơ sở dữ liệu SQL của Microsoft.Chúng cũng gồm cả quang phổ và các bức ảnh của các đối tượng quan sát, mà các giao diện cũng được thiết kế để dễ dàng sử dụng, ví dụ như chỉ cần cung cấp các tọa độ của một vùng bầu trời bất kỳ trong cơ sở dữ liệu của SDSS là có thể nhận được một bức ảnh đầy màu sắc của vùng đó. SkyServer cũng có rất nhiều những phần hướng dẫn cho mọi người từ trẻ em tới những nhà thiên văn chuyên nghiệp.
Dữ liệu thô (trước đó đã được xử lý thành cơ sở dữ liệu của các đối tượng) cũng được phép sử dụng ở các Internet server khác.

## Kết quả
Cùng với việc công bố miêu tả quá trình quan sát, dữ liệu SDSS cũng được sử dụng trong việc công bố các chủ đề thiên văn khác nhau. Trang web SDSS full list có những công bố liên quan đến các quasars ở xa tại giới hạn quan sát thấy được của Vũ trụ, sự phân bố của các thiên hà, tính chất của các ngôi sao trong thiên hà của chúng ta và các chủ đề như vật chất tối và năng lượng tối trong vũ trụ. Xem thêm Sloan Great Wall